# Governo Bülow

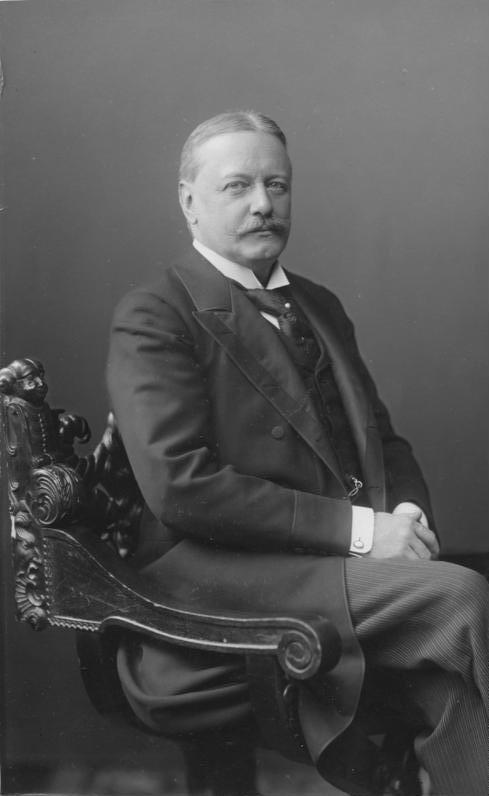
Bernhard von Bülow

Il Governo Bülow fu un governo semicostituzionale che operò nell'Impero Tedesco dal 17 ottobre 1900 al 10 luglio 1909, succedendo al Governo Hohenlohe-Schillingsfüurst, sotto la guida del principe Bernhard von Bülow come Cancelliere, che fu il primo cancelliere della storia tedesca ad essere legato a specifici partiti politici. Questo governo inoltre accoglieva Theobald von Bethmann-Hollweg, che sarebbe stato Cancelliere in futuro, e Alfred von Tirpitz, fautore dell'ampliamento della flotta tedesca della Kaiserliche Marine.

## Cancelliere del Regno
- Bernhard von Bülow

## Vicecancelliere
- dal 24 giugno 1907: Arthur von Posadowsky-Wehner
- Theobald von Bethmann-Hollweg

## Esteri
- Oswald von Richthofen, dal 1906
- Heinrich von Tschirschky, dal 1907
- Wilhelm von Schoen

## Interni
- Arthur von Posadowsky-Wehner, dal 1907
- Clemens von Delbrück

## Giustizia
- Rudolf Arnold Nieberding

## Marina
- Alfred von Tirpitz

## Poste
- Viktor von Podbielski, dal 1901
- Reinhold Kraetke

## Finanze
- Max Franz Guido von Thielmann
- Hermann von Stengel
- Reinhold von Sydow